# Puttelange-aux-Lacs
Puttelange-aux-Lacs (in tedesco Püttlingen) è un comune francese di 3 194 abitanti situato nel dipartimento della Mosella nella regione del Grand Est.

## Società

### Evoluzione demografica
Abitanti censiti